# Augustus Saint-Gaudens
Augustus Saint-Gaudens (Dublino, 1º marzo 1848 – Cornish, 3 agosto 1907) è stato uno scultore statunitense.

## Biografia
Nacque a Dublino in Irlanda ma visse la sua infanzia a New York città nella quale si trasferì la famiglia quando era ancora un neonato.
Studiò presso la Cooper Union e la National Academy of Design poi completò i suoi studi presso l'École des Beaux-Arts di Parigi. Nel 1870 si spostò a Roma dove ottenne le sue prime commissioni.
La maggior parte della sua produzione si concentrò nella creazioni di monumenti raffiguranti figure di spicco della storia americana, in particolare del periodo della guerra civile (Lincoln, Shaw, Sherman) e ritratti in bassorilievo.
Lavorò anche per la Zecca degli Stati Uniti, ricevette l'incarico del presidente Theodore Roosevelt di ridisegnare alcune delle monete in circolazione sul territorio americano. La sua opera maggiore fu la moneta d'oro da 20 dollari detta double eagle (doppia aquila) che venne coniata a partire dal 1907.
Sua è la scultura bronzea di androgino che orna la tomba di Marian Hooper Adams e del marito Henry Brooks Adams nel Cimitero di Rock Creek a Washington e che egli intitolò The Mystery of the Hereafter and The Peace of God that Passeth Understanding (Il Mistero dell'Aldilà d della Pace di Dio che Oltrepassa la Comprensione).